# Langford (Essex)
Langford is een civil parish in het bestuurlijke gebied Maldon, in het Engelse graafschap Essex.

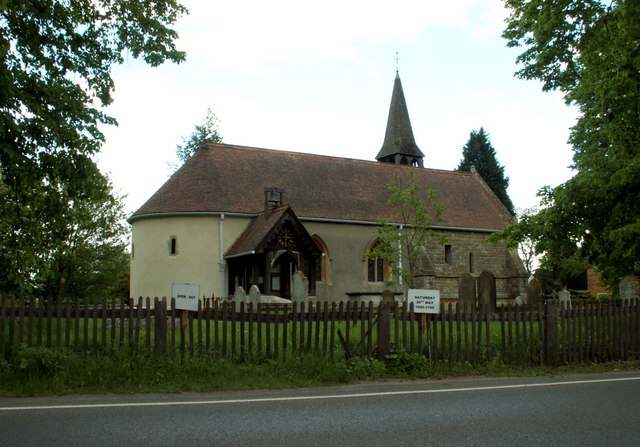
St Giles church